# Малий Арал (Астраханська область)
Малий Арал (рос. Малый Арал) — село у Красноярському районі Астраханської області Російської Федерації.
Населення становить 643 особи. Входить до складу муніципального утворення Степновська сільрада.

## Історія
Населений пункт розташований на території українського етнічного та культурного краю Жовтий Клин. Від 1925 року належить до Красноярського району.
Згідно із законом від 6 серпня 2004 року органом місцевого самоврядування є Степновська сільрада.

## Населення
| 2002 | 2010 | 2012 | 2013 | 2014 | 2015 | 2016 |
| ---- | ---- | ---- | ---- | ---- | ---- | ---- |
| 545  | ↘513 | ↗525 | ↗559 | ↗634 | ↗673 | ↘665 |
| 2017 | 2017 |      |      |      |      |      |
| ↗727 | ↘643 |      |      |      |      |      |